# Monticola
Monticola és un gènere d'ocells de la família dels muscicàpids (Muscicapidae).

## Taxonomia
Segons la Classificació del Congrés Ornitològic Internacional (versió 12.1, 2022) aquest gènere està format per 13 espècies:
- Monticola angolensis - Merla roquera del miombo.
- Monticola brevipes - Merla roquera de dits curts.
- Monticola cinclorhyncha - Merla roquera emmascarada.
- Monticola explorator - Merla roquera sentinella.
- Monticola gularis - Merla roquera gorjablanca.
- Monticola imerina - Merla roquera costanera.
- Monticola rufiventris - Merla roquera de ventre castany.
- Monticola rufocinereus - Merla roquera menuda.
- Monticola rupestris - Merla roquera del Cap.
- Monticola saxatilis - Merla roquera comuna.
- Monticola semirufus - Merla roquera alablanca.
- Monticola sharpei - Merla roquera de Sharpe.
- Monticola solitarius - Merla blava.

Tanmateix, el Handook of the Birds of the World i la quarta versió de la BirdLife International Checklist of the birds of the world (desembre 2019), compten 14 espècies, doncs consideren que una subespècie de la merla roquera de Sharpe (M. sharpei erythronotus) constitueix una espècie apart:
- Monticola erythronotus - Merla roquera de l'Ambre

Als Països Catalans hi viuen dos representants d'aquest gènere: la merla blava i la merla roquera comuna